# 黑水河乡
黑水河乡，是中华人民共和国河北省石家庄市元氏县下辖的一个乡镇级行政单位。

## 行政区划
黑水河乡下辖以下地区：
马岭村、黑水河村、南沙滩村、明秀村、佃户营村、王家庄村、乔家庄村、三道坡村、北庄村、北沙滩村、旷村和胡家庄村。